# Ікадзучі (1932)
Ікадзучі (Ikazuchi, яп. 雷) — ескадрений міноносець Імперського флоту Японії, який брав участь у Другій світовій війні.
Корабель, який став двадцять третім серед есмінців типу «Фубукі», спорудили у 1932 році на верфі Uraga Dock.
На момент вступу Японії до Другої світової війни «Ікадзучі» належав до 6-ї дивізії ескадрених міноносців, яка 2 грудня 1941-го прибула з Японії до Мако (важлива база ВМФ на Пескадорських островах у південній частині Тайванської протоки). «Ікадзучі» та ще один есмінець дивізії «Інадзума» виділили для участі у блокаді Гонконгу, де вони мали взаємодіяти з легким крейсером «Ісудзу» (а от два інші есмінці 6-ї дивізії вирушили 4 грудня з Мако у складі охорони загону великих артилерійських кораблів адмірала Кондо, що мав забезпечувати загальне прикриття сил вторгнення до Малаї та на Філіппіни). Можливо зустріти вказівки, що в цей період «Ікадзучі» разом із зазначеним крейсером взяв участь у потопленні канонерських човнів HMS Cicada та HMS Robin. Втім, зазвичай зазначають, що перший з цих кораблів потопила авіація, а другий знищили самі британці, щоб запобігти потраплянню до рук ворога після падіння міста.
Гонконг капітулював 25 грудня 1941-го, а 1 січня 1942-го «Ікадзучі» вже був у Такао (наразі Гаосюн на Тайвані). 2 січня «Ікадзучі» та «Інадзума» рушили для супроводу важкого крейсера «Асігара», який мав стати флагманом сил, що вели наступ з півдня Філіппін на схід Нідерландської Ост-Індії. 6 січня 1942-го «Асігара» та есмінці супроводу прибули до Давао на південному узбережжі філіппінського острова Мінданао (тут японський десант висадився ще 20 грудня 1941-го).
У найближчі дні «Ікадзучі» разом «Інадзума» залучили до охорони 2 важких крейсерів 5-ї дивізії, які 9 січня 1942-го вийшли з Давао в межах операції з висадки в Менадо на північно-східному півострові острова Целебес. Десантування успішно відбулося в ніч проти 11 січня, проте загін дистанційного прикриття виконував свої функції ще кілька діб перш ніж повернутись до Давао 14 числа. 20 січня 1942-го ті ж крейсери в супроводі «Ікадзучі» та другого есмінця вийшли з Давао для прикриття десанту на південно-східний півострів острова Целебес до Кендарі, який відбувся 24 січня.
У наступні кілька тижнів «Ікадзучі» разом з іншим есмінцем і далі охороняв зазначені крейсери із загону дистанційного прикриття. 29 січня 1942-го вони вирушили з Давао до якірної стоянки Бангка (поблизу Менадо) в межах підтримки операції проти острова Амбон, висадка на який відбулась 31 січня. Повернувшись до Давао, загін уже 6 лютого попрямував звідси для підтримки наступного десанту до Макассару (південно-західний півострів острова Целебес). Крейсери пройшли через море Серам у море Банда та зайняли позицію за дві з половиною сотні кілометрів на південний захід від Амбону. Висадка в Макассарі відбулася в ніч проти 8 лютого без протидії зі сторони надводних кораблів союзників, тому вже 10 лютого загін прибув до затоки Старінг-Бей поблизу Кендарі. З 16 по 22 лютого крейсери виходили зі Старінг-Бей для прикриття десанту на острів Тимор, який відбувся 20 числа.
У наступній операції проти острова Ява «Ікадзучі» виконував роль охорони флагманського крейсера «Асігара». 23—25 лютого 1942-го останній разом з «Ікадзучі» та другим есмінцем перейшов зі Старінг-Бей до Макассару. 26 числа цей загін, до якого приєднався ще один важкий крейсер (який тільки-но повернувся із Японії з ремонту) та ще один есмінець, вийшов у море та попрямував у район на північ від острова Кангеан (лежить за три сотні кілометрів на схід від Сурабаї), наближаючись таким чином до місця майбутньої битви в Яванському морі. В останній 27 лютого зіткнулись союзні кораблі, що базувались у Сурабаї на сході Яви, та японське з'єднання, яке безпосередньо прокладало дорогу конвою з військами. Японці здобули рішучу перемогу, а вцілілі кораблі союзників відійшли до Сурабаї та Батавії. 1 березня загін «Асігара» провів успішний бій із залишками ворожої ескадри (відомий як Друга битва у Яванському морі), проте саме «Ікадзучі» не взяв у ньому участі, хоча 2 березня підібрав 404 моряки з екіпажів потоплених британських кораблів.
Того ж 2 березня 1942-го «Ікадзучі» спробував захопити наразі неідентифіковане транспортне судно, проте команда останнього затопила його, після чого також потрапила в полон (на підставі японських записів про найменування судна як Karuirus деякі дослідники вважають його невеликим нідерландським танкером Kasuaris тоннажем 340 GRT, котрий, за іншими даними, знищили самі голландці в доці в Сурабаї). Полонених «Ікадзучі» 3 березня доправив до Банджермасіну (південно-східне завершення Борнео). 10 березня 1942-го «Ікадзучі» прибув до затоки Субік-Бей поблизу Маніли, а 19—26 березня ескортував звідси конвой до Куре, після чого став на ремонт у Йокосуці.
22—26 травня 1942-го «Ікадзучі» та ще один есмінець у межах підготовки мідвейсько-алеутської операції ескортував 2 важкі крейсери 4-ї дивізії з Куре до Омінато (важлива база ВМФ на північному завершенні Хонсю), де збиралось велике угруповання для дій на Алеутах. Після цього 26 травня 1942-го ці ж есмінці вийшли в море як охорона флагманського крейсера П'ятого флоту «Наті». 2 червня крейсер зайшов на Парамушир (Курильські острови), наступного дня рушив звідси далі та перебував у морі до 23 червня, коли завершив похід у Омінато.
Кілька тижнів «Ікадзучі» ніс патрульно-ескортну службу в північній зоні, а наприкінці липня прибув до острова Киска (один з двох островів на заході Алеутського архіпелагу, захоплених японцями в червні 1942-го) для допомоги есмінцю «Касумі». Останній це на початку місяця був торпедований ворожим підводним човном, тепер же після аварійного ремонту вирішили перевести його до Японії. З 26 липня по 3 серпня «Ікадзучі» здійснював проведення «Касумі» на буксирі до острова Шумшу (Курильські острови), при цьому охорону та допомогу в буксируванні забезпечував ще один есмінець «Кагеро».
З 8 по 20 серпня 1942-го «Ікадзучі» пройшов короткочасний доковий ремонт у Йокосуці. У цей період союзники висадились на сході Соломонових островів, що започаткувало шестимісячну битву за Гуадалканал та змусило японське командування перекидати сюди підкріплення. Як наслідок, 1—6 вересня «Ікадзучі» разом зі ще одним есмінцем супроводив легкий авіаносець «Дзуйхо» з Куре на атол Трук (головна база японського ВМФ у Океанії, розташована в центральній частині Каролінських островів). 9—12 вересня ті ж есмінці охороняли ескортний авіаносець «Унйо», який здійснив круговий рейс для доставки літаків до Кавієнга — другої за значенням японської бази в архіпелазі Бісмарка, розташованої на північному завершенні острова Нова Ірландія, а 13—18 вересня супроводили «Унйо» з Труку до Куре (можливо відзначити, що японці традиційно використовували свої ескортні авіаносці передусім для перевезень літаків на віддалені бази).
Наприкінці вересня японське командування організувало операцію «Окі» з доставки великого контингенту військ до Меланезії. 29 вересня 1942-го «Ікадзучі» разом з іншим есмінцем розпочали ескортування третього ешелону цієї операції, який вийшов з порту Саєкі (північно-східне завершення Кюсю) та в підсумку в першій половині жовтня досягнув Рабаула (головна передова база японців у архіпелазі Бісмарка, з якої провадились операції на Соломонових островах та сході Нової Гвінеї). Далі «Ікадзучі» супроводив судна до розташованої за кілька сотень кілометрів на південний схід якірної стоянки Шортленд (прикрита групою невеликих островів Шортленд акваторія біля південного завершення острова Бугенвіль, де зазвичай відстоювались бойові кораблі та перевалювались вантажі для відправлення їх далі на схід Соломонових островів).
Тут «Ікадзучі» залучили до роботи «токійського експреса» — доставки підкріплень та припасів у зону активних бойових дій за допомогою швидкісних військових кораблів, так що 14 і 17 жовтня 1942-го, а також 2 листопада він здійснив виходи до Гуадалканалу. 25 жовтня «Ікадзучі» разом із двома іншими есмінцями здійснив похід до цього острова з атакуючою місією, при цьому їм вдалось потопити флотський буксир «Семінол» і переобладнаний патрульний корабель YP-284, а також легко пошкодити швидкісний тральщик «Зейн» (колишній есмінець). Сам «Ікадзучі» під час виходу зазнав незначних пошкоджень від обстрілу з повітря.
3—6 листопада 1942-го «Ікадзучі» та ще один есмінець ескортували з Шортленду на Трук два гіроавіаносці, після чого були залучені до запланованої японським командуванням великої операції з доставки на Гуадалканал підкріплень, яка в підсумку вилилась у вирішальну битву надводних кораблів біля острова. 9 листопада з Труку вийшов загін адмірала Абе, два лінкори якого напередодні підходу транспортів мали провести артилерійський обстріл аеродрому Гендерсон-Філд (за місяць до того таку операцію провели доволі вдало). «Ікадзучі» разом зі ще 5 есмінцями та легким крейсером входив до охорони головних кораблів, при цьому в підсумку до них приєднались ще 5 есмінців, які вийшли з Шортленду. В ніч проти 13 листопада біля Гуадалканалу загін Абе перестріло американське з'єднання із крейсерів та есмінців, яке зазнало значних втрат, проте зірвало обстріл аеродрому. Існує версія, що в цьому бою «Ікадзучі» зміг торпедувати важкий крейсер «Портленд» (повернувся до виконання бойових завдань лише у травні 1943-го), втім, на цей же успіх претендують есмінці «Інадзума» та «Юдачі». Під час бою «Ікадзучі» отримав певні пошкодження від влучання кількох снарядів, вийшла з ладу одна установка головного калібру, загинув 21 член екіпажу. 17 листопада «Ікадзучі» повернувся на Трук.
22—27 листопада 1942-го «Ікадзучі» разом зі ще одним есмінцем супроводжував важкий крейсер «Такао» та гідроавіаносець «Ніссін» з Труку до Йокосуки. В Японії корабель до 4 лютого 1943-го проходив ремонт у Йокосуці, після чого есмінець призначили для використання в північній зоні.
20—22 лютого 1943-го «Ікадзучі» пройшов до Омінато та розпочав патрульно-ескортну службу. З 7 по 13 березня «Ікадзучі» разом зі ще 5 есмінцями супроводжували 2 важкі та 2 легкі крейсери, які прикривали легкий крейсер та два транспорти, що 10 березня доставили припаси на Атту. 23 березня «Ікадзучі» у складі того ж загону прикриття вийшов у море для охорони трьох транспортів, які прямували на Атту. Рейс був перерваний зіткненням 26 березня з американським з'єднанням біля Командорських островів, яке призвело до кількагодинного бою та скасування операції. Під час цих подій «Інадзума» перебував в кінці колони та фактично не брав участі в бою. 30 березня «Ікадзучі» зіткнувся з іншим есмінцем «Вакаба» та зазнав певних пошкоджень, після чого пройшов до Йокосуки на доковий ремонт.
Втім, уже 4—12 травня 1943-го «Ікадзучі» ескортував конвой з Йокосуки на Трук. 16 травня есмінець повів далі один з кораблів конвою — переобладнаний легкий крейсер «Бангкок-Мару», який у Японії прийняв на борт 1200 військовослужбовців та мав доправити підкріплення до островів Гілберта на атол Тарава. 20 травня біля атола Джалуїт (Маршаллові острови) «Бангкок-Мару» був потоплений підводним човном, загинуло близько п'яти сотень осіб. «Ікадзучі» разом з переобладнаним мисливцем за підводними човнами провів порятунок вцілілих та доправив їх на Джалуїт. Наступним завданням есмінця було супроводження конвою № 5283, який 27 травня — 2 червня пройшов з Труку через Джалуїт до атола Кваджелейн (головна японська база на Маршаллових островах). 8 червня 1943-го «Ікадзучі» повернувся разом з черговим конвоєм на Трук.
Наступні кілька місяців «Ікадзучі» супроводжував конвої на лінії між Труком та Йокосукою (наприклад, № 3628 у червні, № 3719 у липні, № 4803 та № 3815 у серпні, № 4902 та № 3914 у вересні, 4102 на початку листопада), при цьому на початку вересня 1943-го він врятував понад сотню членів екіпажу кайбокана (фрегата) «Муцуре», який був потоплений підводним човном. Також 26—29 вересня 1943-го «Ікадзучі» ескортував конвой №4926 з Труку на Сайпан (Маріанські острови), після чого 30 вересня рушив з Сайпану до Японії з судном «Кенрю-Мару».
13—23 листопада 1943-го есмінець провів конвой № 3113 до Труку, а з 24 листопада по 10 грудня 1943-го здійснював транспортні рейси для доставки військ на атоли Кваджелейн та Мілі (Маршаллові острови) та острови Кусаіє і Понапе (східна частина Каролінських островів).
22 грудня 1943-го «Ікадзучі» розпочав ескортування з Труку до Йокосуки конвою № 4222. Вже на підході до Японії підводний човен потопив транспорт «Нагоя-Мару» і есмінцю довелося рятувати вцілілих. 3 січня 1944-го конвой прибув до пункту призначення, після чого «Ікадзучі» знову став на доковий ремонт.
25 січня — 1 лютого 1944-го «Ікадзучі» ескортував конвой з Токійської затоки на Трук, а з 5 по 11 лютого супроводжував між Труком і Давао (південне узбережжя філіппінського острова Мінданао) танкерний конвой, що прямував до Балікпапану (центр нафтовидобутку на сході острова Борнео).
2 березня 1944-го есмінець прибув на Палау (важливий транспортний хаб на заході Каролінських островів), після чого разом зі ще одним есмінцем рушив 4 березня для супроводу гідроавіаносця «Акіцусіма», який 14 березня прибув до Йокосуки.
Невдовзі корабель залучили до транспортної операції «Хігаші Мацу» (Higashi Matsu), яка передусім мала за мету підсилення гарнізонів Маріанських островів, що тепер належали до головного оборонного периметра імперії (на початку лютого 1944-го японське командування вивело з Труку основні сили флоту, а 17—18 лютого ця база зазнала розгрому при рейді американського авіаносного з'єднання). 22 березня «Ікадзучі» та ще 2 есмінці і легкий крейсер рушили з Кісарадзу (Токійська затока) як охорона конвою «Хігаші Мацу № 3», що 30 березня прибув на Сайпан.
Через кілька діб «Ікадзучі» повів з Сайпану транспорт «Саньо-Мару», який мав на борту близько тисячі осіб — будівельників ВМФ. 12 квітня 1944-го за три сотні кілометрів на північ від атола Вулеаї (центральна частина Каролінських островів) на «Ікадзучі» надійшло повідомлення з японського літака про виявлення підводного човна. Есмінець відокремився від транспорту та попрямував до міся можливого перебування ворожої субмарини, якою виявилась «Хардер». Остання поцілила «Ікадзучі» двома торпедами, після чого він затонув. При цьому на есмінці вибухнули власні глибинні бомби, так що з його екіпажу не врятувався ніхто (а от «Саньо-Мару» зміг висадити своїх пасажирів на атолі Вулеаї).